# Ночь святого Лоренцо
«Ночь святого Лаврентия» (итал. La notte di San Lorenzo) — военная драма, снятая режиссёрами братьями Тавиани в 1982 году. В английском прокате фильм назывался «Ночь падающих звёзд».

## Сюжет
Италия. Последний период Второй мировой войны. Нацисты, а также их союзники из местных фашистов отступают, но напоследок стараются сделать жителям оставляемой территории как можно больше зла.
В небольшом итальянском городке Сан-Миниато часть горожан решает идти навстречу союзникам, а часть остаться в городе. Однако и тех, и других ждут суровые испытания.

## В ролях
- Омеро Антонутти — Гальвано
- Маргарита Лосано — Кончетта
- Клаудио Бигальи — Коррадо
- Мириам Гвиделли — Белиндия
- Массимо Бонетти — Никола
- Энрика Мария Модуньо — Мара
- Сабина Ваннуччи — Розанна
- Джорджо Надди — епископ
- Рената Дзаменго — La Scardigli
- Микол Гвиделли — Чечилия
- Массимо Саркьелли — отец Мармуджи
- Джованни Гвиделли — Мармуджи младший

## Награды
- Каннский кинофестиваль 1982:
  - Главный приз жюри
  - Номинация на Золотую пальмовую ветвь
- 75-й Венецианский кинофестиваль:
  - Приз за лучший отреставрированный фильм